# Faón

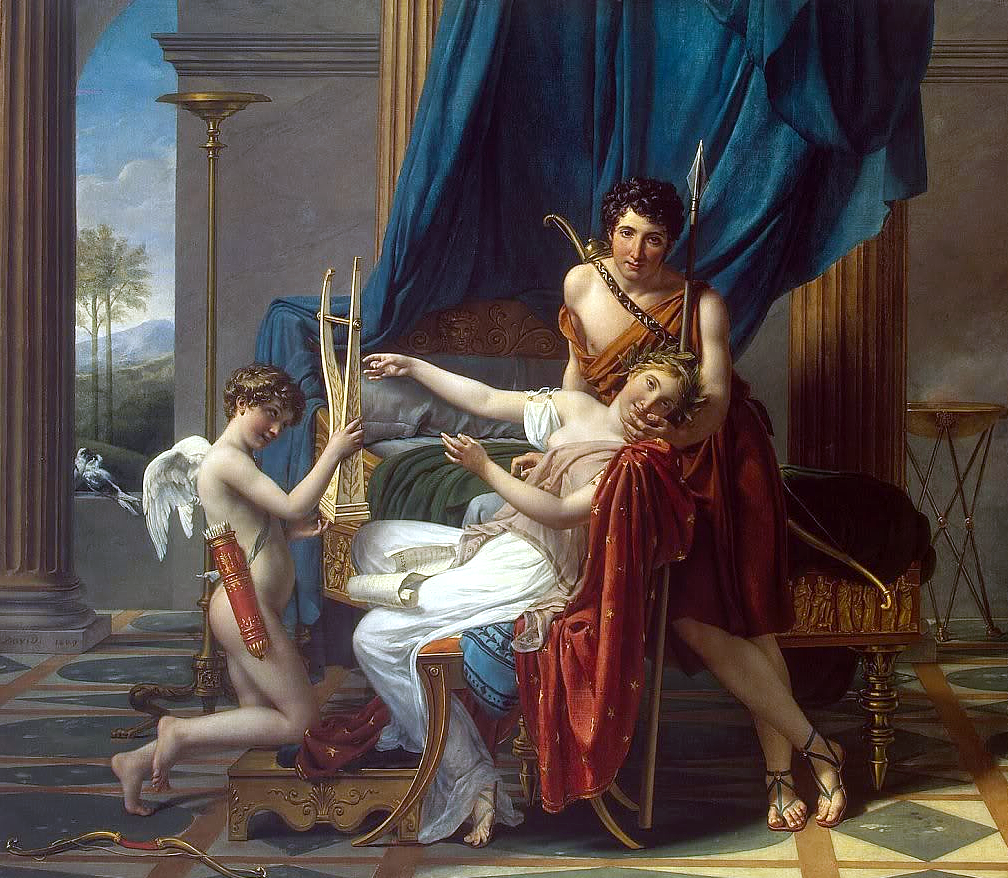
Jacques-Louis David: Safo, Faón y el amor (Sapho, Phaon et l'Amour, 1809).

Faón (en griego Φάων), en la mitología griega, es un personaje mítico asociado a la diosa Afrodita. Se trataba, al parecer, de un mortal de gran belleza del que se enamoraban todas las mujeres y también la diosa. Sin embargo, él no respondía a ninguna, era inmune a los requiebros de todas ellas. Faón era natural de Sicilia. Acaso se trate de una variante del mito de Faetón.
A Faón, el más hermoso de los hombres, lo escondió Afrodita entre hermosas lechugas o brotes de cebada. Otra leyenda dice que él era barquero y que esa era su profesión. En cierta ocasión que Afrodita se presentó ante él, tomando el aspecto de una anciana, para que la llevara en barca, éste la recibió con agrado, sin saber quién era, y con mucho cuidado la llevó a donde quería. A cambio, la diosa le entregó un vaso de alabastro que contenía un bálsamo. Cuando Faón se lo aplicó se convirtió en el más hermoso de los hombres. Y las mujeres de los mitilenios se enamoraron de él. Pero al final, fue ejecutado pues lo sorprendieron cometiendo adulterio.